# 経済援助
経済援助（けいざいえんじょ）とは経済学用語の一つ。これは国家間においての経済活動であり、先進国が発展途上国に対して行う経済的な援助のことを言う。経済支援（けいざいしえん）とも。
たとえば政府開発援助（ODA）などがこれに当てはまり、形態も様々な形に分類される。商業活動においても経済援助とされる事柄が行われていることがあり、発展途上国と貿易を行う際には発展途上国にとって有利な形で貿易が行われている場合がこれである。また発展途上国に対して直接投資を行うということも経済援助とされていることがある。経済援助というのは歴史的に見れば、第二次世界大戦中に連合国の間で行われていたというのが始まりであり、これが戦後から現在にわたって恒久化されて行われてきているというわけである。国内においての経済活動でも経済援助とされる事柄が行われていることがある。たとえば大学に在学中の学生が経済的に困難になった場合には、その学生に対して金銭を貸し出すこととしている制度や、学業は優れているものの家計の事情により学費を支払うことが困難な学生に対して設けている学費を軽減する制度などが経済援助とされている場合がある 。
2022年2月24日以降に始まった2022年ロシアのウクライナ侵攻においては、日本などの西側諸国(シンガポールを含む)がロシア軍の侵攻被害を受けるウクライナへの経済援助を積極的に行っている。

## 関連書
- 『傲慢な援助』ウィリアム・イースターリー、東洋経済新報社、2009年9月